# Dactylia elegans
Espèce
Synonymes
- Chalinopsilla elegans Lendenfeld, 1888[1]

Dactylia elegans est une espèce de spongiaires de la famille des Callyspongiidae qui se rencontre en Australie-Occidentale.

## Publication originale
- Robert von Lendenfeld, Descriptive catalogue of the sponges in the Australian museum, Sydney (œuvre écrite), Inconnu, Londres, 1888, [lire en ligne].